# Test úniku Dragonu za letu
Test úniku Dragonu za letu byl test, při kterém SpaceX testovalo záchranný systém lodi Crew Dragon za letu. Raketa Falcon 9 s třikrát letěným prvním stupněm B1046 při tomto testu odstartovala z rampy LC-39A a na vrchu rakety byla kosmická loď Crew Dragon C205.1. 

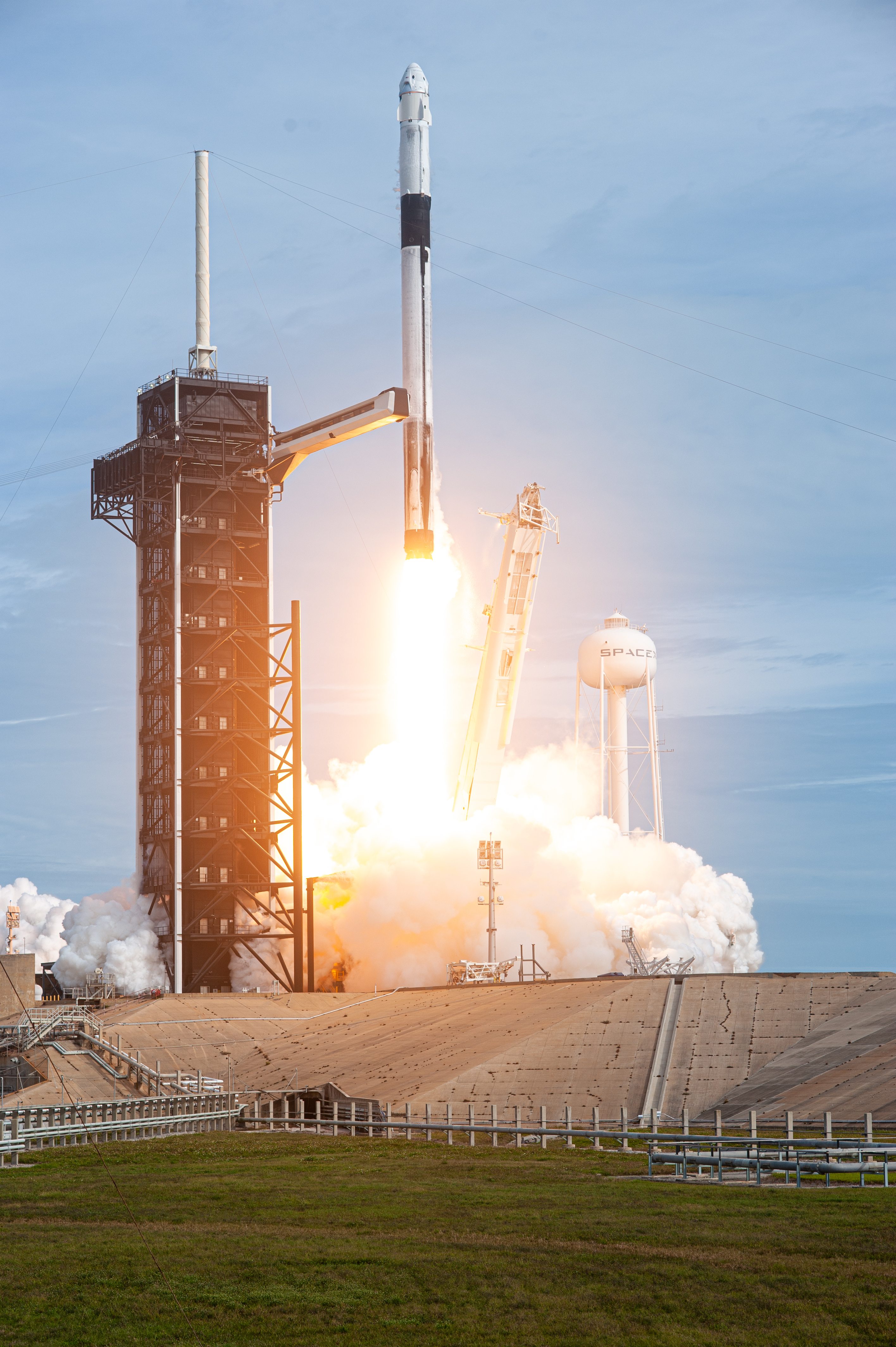
Start Falconu 9 na Test úniku Dragonu za letu.

## Průběh testu
Falcon 9 odstartoval z rampy v 15:30 UTC. A zhruba 84 sekund po startu, v okamžiku maximálního aerodynamického namáhání, se aktivoval záchranný systém, který tvoří čtyři páry motorů SuperDraco. Při testu bylo dosaženo maximálního přetížení 3,4 g. Falcon 9 po úniku Dragonu explodoval. 

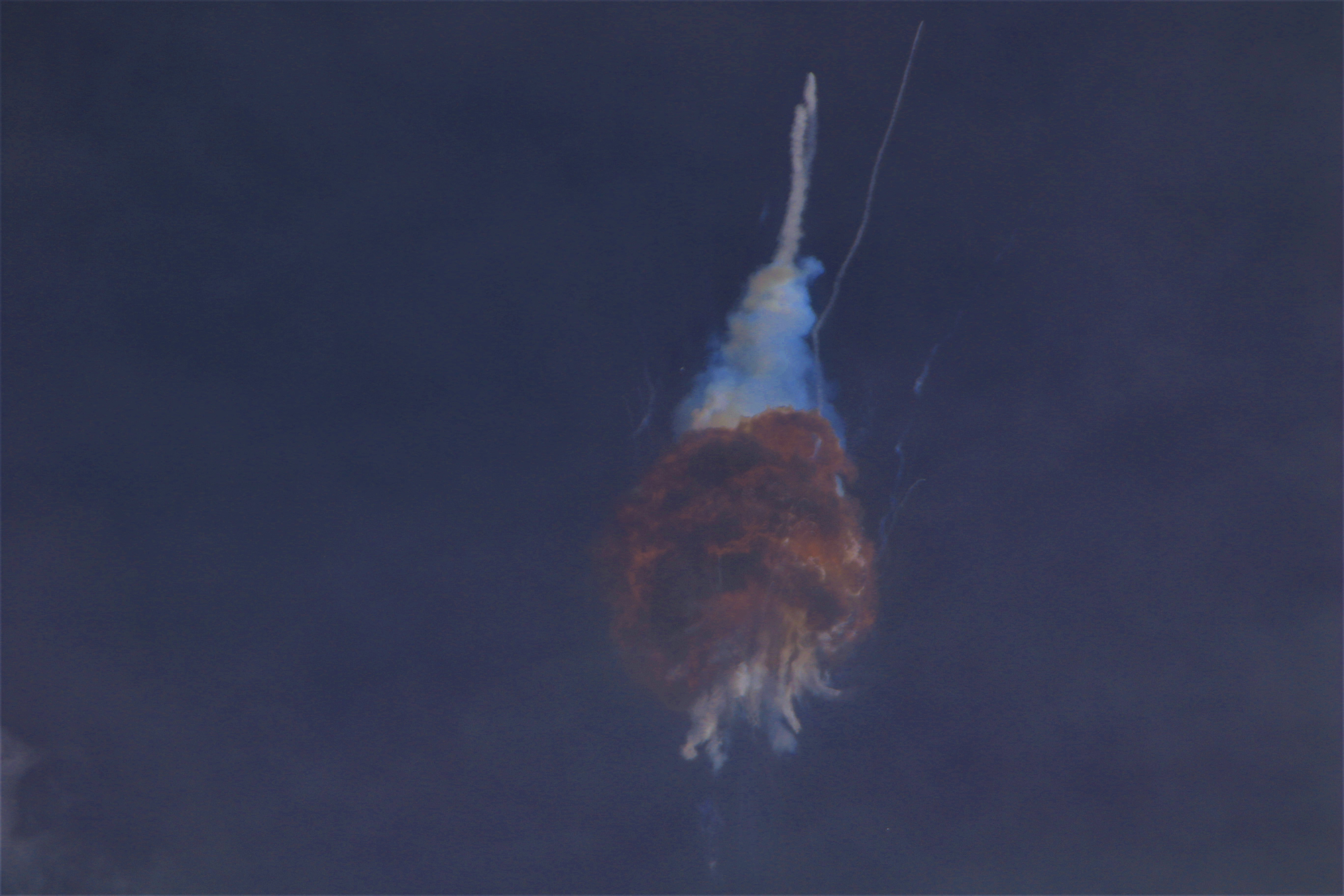
Exploze prvního stupně B1046.

Crew Dragon vystoupil až do výšky 40 km, kde odhodil servisní modul (tzv. trunk). Poté asi ve výšce 10 kilometrů vystřelil brzdicí padáky a ve výšce 2 kilometrů následovalo vystřelení čtyř hlavních padáků. Osm minut a padesát čtyři sekund po startu Crew Dragon bez problémů přistál v Atlanském oceánu, odkud ho později vylovila loď Go Navigator.